# تکیه (شعر)
تکیه (انگلیسی: Accent)، در شعر، تکیه بر روی یک هجا به ویژه در یک مصرع هست، اینجا تأکید صوتی مراد است.

## معنا و مفهوم
تکیه بستگی به این دارد که خواننده چه معنا و مفهومی می‌خواهد از اثر اخذ کند.
در شعر تأکید وزنی کاملاً آشکار است اما تکیه بر روی واژه‌ها ممکن است متنوع و متغیر باشد:
همهٔ آدمیان محکوم به فنایند.
و اجل که فرا رسد سلاطین باید سر فرو آرند.
در اینجا تکیه ممکن است روی «همه» «آدمیان» «اجل» «سلاطین» «باید» و «سر فرو آرند» باشد؛ یعنی به چند صورت می‌توان روی هجاها تکیه کرد.
در شعرِ سپید ظریف کاریِ تکیه بسیار بیشتر است.
واضح است که قالب وزنی چون محدود و استوار باشد تنوع کمتر خواهد بود..